# Stafford (Texas)
Stafford város az USA Texas államában, Fort Bend és Harris megyében. Lakosainak száma 17 666 fő (2020. április 1.). Stafford Sugar Land községgel határos.

## Népesség
A település népességének változása:

| 2010 | 17 693 |
| 2020 | 17 666 |